# Leena Krohnová
Leena Krohnová, v nepřechýlené podobě Krohn, (* 28. února 1947) je finská spisovatelka, autorka románů, povídek, knížek pro děti a esejí. Narodila se a žije v Helsinkách. Vystudovala filozofii na Helsinské univerzitě, publikovat začala v roce 1970 a od roku 1981 se literární tvorbě věnuje na plný úvazek. V jejích dílech jsou častá ekologická témata a vztah člověka ke světu, hranice mezi snem a skutečností, blízká jsou jí také témata etiky, ekologie nebo umělé inteligence. Žánrově se pohybuje mezi postmodernou, dystopií a finskou verzí magického realismu zvanou finské podivno.
Její knihy byly přeloženy do mnoha jazyků a získaly řadu ocenění včetně finské státní ceny za literaturu (1989) či prestižního literárního ocenění Finlandia za sbírku esejů Matematické bytosti nebo sdílené sny (Matemaattisia olioita tai jaettuja unia). Dvakrát byla také nominovaná na ocenění World Fantasy Award (2005 a 2016).
Leena Krohnová pochází z význačné rodiny, která působí ve finské kultuře a veřejném životě po několik generací: její otec Alf Krohn (1913–1959) byl umělecký kritik, sestra Inari Krohnová je grafička a ilustrovala řadu autorčiných děl. K jejím předkům patří také zakladatel finského Červeného kříže Leopold August Krohn (1837–1892) či vědec a básník Julius Krohn (1835–1888) publikující básně pod pseudonymem Suonio.

## Dílo

### České překlady
- Vysněná smrt (Unelmakuolema, 2008, česky vydalo nakladatelství Dokořán roku 2021 v překladu Emy C. Stašové).
- Čarodějná kolébka (ze sbírky esejů Matemaattisia olioita tai jaettuja unia) In Lesní lišky a další znepokojivé příběhy. Pistorius & Olšanská, Příbram 2016, s. 25–36. Přel. Tomáš Pavelka.
- Tainaron (úryvek). iLiteratura.cz 2012. citováno 13. 11. 2021. Přel. Alžběta Štollová.
- Durman (Datura, 2001, česky vydalo nakladatelství Havran roku 2004 v překladu Vladimíra Piskoře, ISBN 80-86515-46-X).
- Neviditelná hvězda (ze sbírky Salaisuuksia). In Almanach severských literatur. FF UK, Praha 2000, s. 181–183. Přel. Markéta Paulová.
- Tainaron (úryvek). Světová literatura 1992, 4, s. 106–109. Přel. Pavla Kmochová.
- Tužka a stroj. In Almanach severských literatur. FF UK, Praha 2000, s. 183–193. Přel. Martina Rejhová.

### Další významné tituly
- Leena Krohn: Collected Fiction (2015)
- Hotel Sapiens (2013)
- Pereat mundus: romaani, eräänlainen (1998)
- Tainaron (1985)
- Ihmisen vaatteissa: kertomus kaupungilta (1976)